# Râul Primejdios
Râul Primejdios sau Râul Veszes (pronunție  ˈVe.seʃ) este un curs de apă, afluent al Râului Cașin. 

## Hărți
- Harta județului Harghita